# Fimbrina
La fimbrina és una proteïna d'unió a actina que intervé en la formación de retícules de microfilaments. És un membre de la família amb dominis CH (amb homologia a la calponina, com són l'actinina alfa o la distrofina), posseeix un element de 27 kDa d'unió a actina que consisteix en una duplicació en tàndem amb dos dominis CH. És capaç d'unir filaments intermedis. Es troba a molts tipus cel·lulars, destacant els que tenen microvil·lis intestinals, estereocilis, fil·lopodis de fibroblasts. La seva seqüència de proteïnes és molt similar en humans i els llevats, cosa que dona idea de la conservació en la filogènia. La fimbrina intervé en processos complexos com la citocinesi en llevats i la invasió per bacteris enteropatògens. El seu paper de creador de retícules d'actina deriva de la seva estructura proteica, estructura descrita per cristal·lografia en els organismes model Arabidopsis thaliana i Schizosaccharomyces pombe.